# Arheološko nalazište Strugača
Arheološki lokalitet Strugača je nalazište na lokaciji Mihovljan, zaštićeno kulturno dobro.

## Opis dobra
Arheološko nalazište „Strugača“ smješteno je na zaravnjenom platou najvišeg vrha Komorske gore ili Strugače, na 412 m n/v, u općini Mihovljan, u sjeverozapadnom dijelu Hrvatskog zagorja. Otkriven je rekognosciranjem terena 2010., provedenim u sklopu znanstvenog projekta Studenskog kluba arheologa Sveučilišta u Zagrebu. Tom prilikom je na lokaciji prikupljeno dosta površinskih nalaza: ulomaka keramičkih posuda, kućnog lijepa i litike. Na osnovu analize nađenog pokretnog arheološkog materijala, nalazište se preliminarno može datirati u razdoblje kasnog neolitika i ranog brončanog doba.

## Zaštita
Pod oznakom P-5319 zavedena je kao zaštićeno kulturno dobro - pojedinačno, pravna statusa zaštićena kulturnog dobra, klasificirano kao "arheološka kulturna baština".